# Алранс
Алранс (фр. Alrance) насеље је и општина у јужној Француској у региону Миди Пирене, у департману Аверон која припада префектури Мијо.
По подацима из 2011. године у општини је живело 395 становника, а густина насељености је износила 11,15 становника/km². Општина се простире на површини од 35,43 km². Налази се на средњој надморској висини од 735 метара (максималној 971 m, а минималној 719 m).

## Демографија
| 1962. | 1968. | 1975. | 1982. | 1990. | 1999. | 2011. |
| ----- | ----- | ----- | ----- | ----- | ----- | ----- |
| 548   | 625   | 550   | 528   | 468   | 417   | 395   |

График промене броја становника у току последњих година